# 2016年夏季奧林匹克運動會跳水比賽
2016年夏季奧林匹克運動會跳水比賽於8月7日至8月20日在里約熱內盧瑪麗亞·蓮克水上運動中心舉行。本屆賽事共有136名跳水運動員參加8個項目。

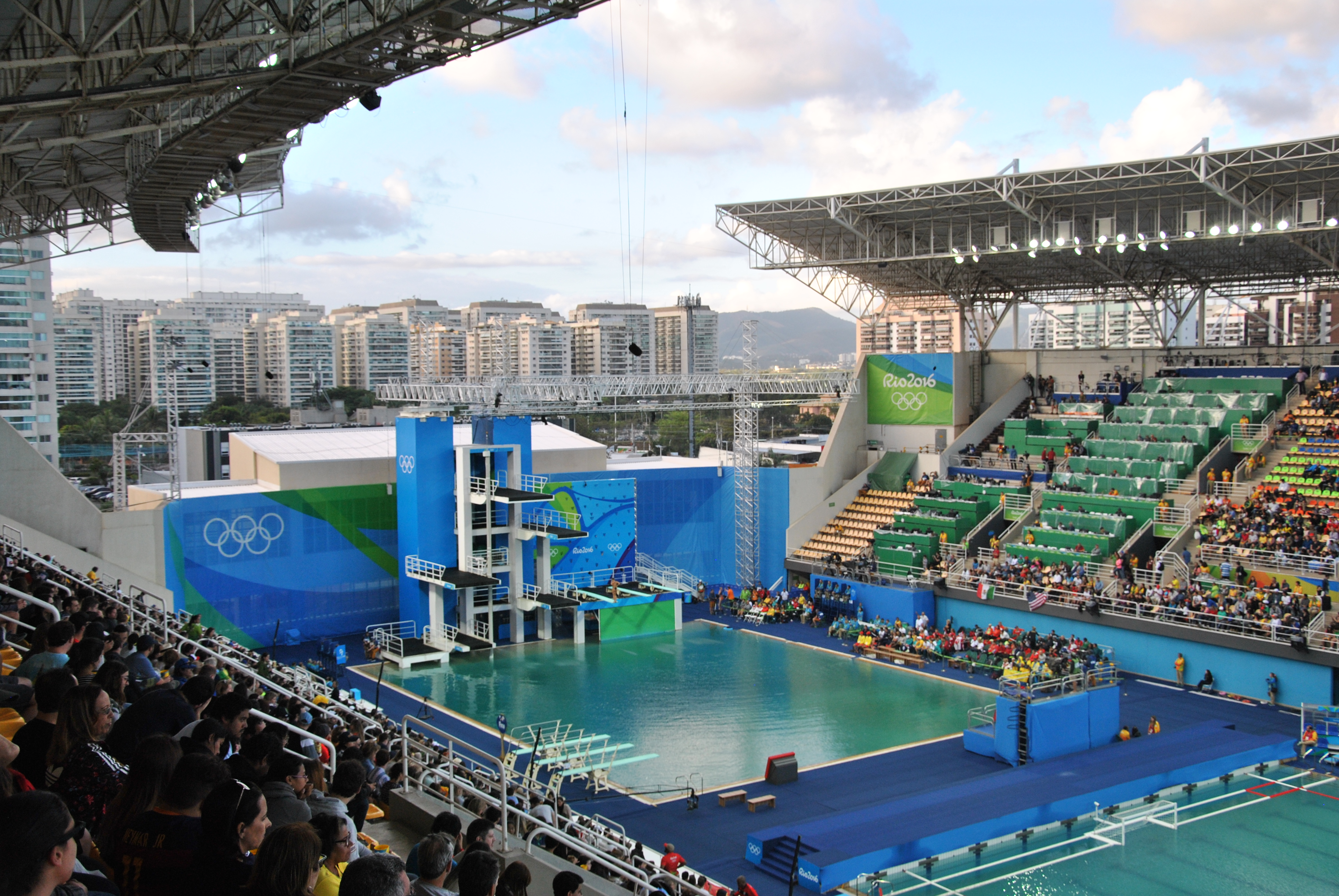
位于瑪麗亞·蓮克水上運動中心的跳水比赛场地

## 參賽資格
136位男女子運動員可透過指定的賽事（2015年世錦賽、2016年世界盃及各洲份錦標賽）獲得本屆奧運會的參賽資格，惟每個國家/地區的奧委會最多只能派16名（8男、8女）參賽，每個項目最多只能派2名選手參賽（雙人項目為1對選手）。未被使用的名額將由國際泳聯在2016年6月重新分配。

## 獎牌榜

### 國家獎牌榜
| 排名 | 国家／地区 | 金牌 | 银牌 | 铜牌 | 總數 |
| ---- | ---------- | ---- | ---- | ---- | ---- |
| 1    | 中国       | 7    | 2    | 1    | 10   |
| 2    | 英国       | 1    | 1    | 1    | 3    |
| 3    | 美国       | 0    | 2    | 1    | 3    |
| 4    | 意大利     | 0    | 1    | 1    | 2    |
| 5    | 马来西亚   | 0    | 1    | 0    | 1    |
| 5    | 墨西哥     | 0    | 1    | 0    | 1    |
| 6    | 加拿大     | 0    | 0    | 2    | 2    |
| 7    |            | 0    | 0    | 1    | 1    |
| 7    | 德国       | 0    | 0    | 1    | 1    |
| 总计 | 总计       | 8    | 8    | 8    | 24   |

## 獎牌得主

### 男子
| 項目                    | 金牌                               | 银牌                               | 铜牌                               |
| 3公尺跳板 （詳細）      | 曹緣（中国）                       | 杰克·劳格赫（英国）                | 帕特里克·豪斯丁（德国）            |
| 10公尺跳台 （詳細）     | 陈艾森（中国）                     | 傑曼·桑切斯（墨西哥）              | 大衛·布迪亞（美国）                |
| 雙人3公尺跳板 （詳細）  | 英国 · 克里斯·米尔斯 · 杰克·劳格赫 | 美国 · 山姆·多曼 · 迈克·希克森     | 中国 · 曹缘 · 秦凯                 |
| 雙人10公尺跳台 （詳細） | 中国 · 陈艾森 · 林跃               | 美国 · 大卫·布迪亚 · 斯蒂尔·约翰逊 | 英国 · 汤姆·戴利 · 丹尼尔·古德菲劳 |

### 女子
| 項目                    | 金牌                   | 银牌                                         | 铜牌                                 |
| 3公尺跳板 （詳細）      | 施廷懋（中国）         | 何姿（中国）                                 | 塔妮雅·卡尼奥托（意大利）            |
| 10公尺跳台 （詳細）     | 任茜（中国）           | 司雅杰（中国）                               | 米根·本菲托（加拿大）                |
| 雙人3公尺跳板 （詳細）  | 中国 · 施廷懋 · 吴敏霞 | 意大利 · 塔妮雅·卡尼奥托 · 弗朗西斯卡·达拉佩 | · 麦迪逊·基尼 · 安娜贝尔·史密斯      |
| 雙人10公尺跳台 （詳細） | 中国 · 陈若琳 · 刘蕙瑕 | 马来西亚 · 张俊虹 · 潘德莉拉                 | 加拿大 · 米根·本菲托 · 罗莎琳·费利恩 |

## 外部連結
- （英文）NBC Olympics（页面存档备份，存于）
- （英文）Divers per event - Rio 2016（页面存档备份，存于）